# Mylanodon rosei
Il milanodonte (Mylanodon rosei) è un mammifero estinto, appartenente ai paleanodonti. Visse nel Paleocene superiore (circa 58 - 56 milioni di anni fa) e i suoi resti fossili sono stati ritrovati in Nordamerica.

## Descrizione
Questo animale è noto solo per resti molto incompleti, ed è impossibile quindi ricostruirne l'aspetto. Probabilmente era simile ai meglio conosciuti Palaeanodon e Metacheiromys, con forti arti anteriori e grandi artigli. Mylanodon si differenziava dagli altri paleanodonti per la presenza di un primo molare inferiore con un trigonide dotato del solo protoconide, e col talonide dotato del solo ipoconide. Il quarto premolare era alto e acuto, con un talonide e un avvallamento verticale posteriore. Come l'epoicoteriide Dipassalus, anche Mylanodon era sprovvisto di smalto sui denti postcanini e possedeva un diastema tra l'ultimo postcanino e il ramo ascendente della mandibola. I postcanini, tuttavia, erano sei, e il primo molare aveva doppia radice. Al contrario dell'affine Propalaeanodon, Mylanodon possedeva un diastema posteriore ed era sprovvisto del terzo molare inferiore.

## Classificazione
Mylanodon è un membro arcaico della famiglia Metacheiromyidae, comprendenti i paleanodonti di dimensioni maggiori (con l'eccezione di Ernanodon) e dalle attitudini fossorie ridotte. La specie Mylanodon rosei venne descritta per la prima volta nel 2002, sulla base di una mandibola con denti rinvenuta nel bacino di Clarks Fork in Wyoming, in terreni di fine Paleocene. Un'altra mandibola parziale appartenente a un esemplare giovane è stata ritrovata nella stessa zona. I fossili di Mylanodon permettono di capire che la riduzione dei denti nei metacheiromiidi iniziava dalla parte posteriore della mandibola, portando alla caratteristica presenza di diastemi posteriori. Sembra che Propalaeanodon, leggermente più antico e dotato di un primo molare inferiore a radice singola, non fosse direttamente ancestrale a Mylanodon.